# Bagrat III
Bagrat III (gruz.  ბაგრატ III) – król Gruzji w latach 1008-1014.

## Życiorys
Pochodził z rodu Bagratydów, był synem króla Iberii-Kartlii Gurgeniego i zarazem siostrzeńcem króla Abchazji.
W 978 król Tao-Klardżeti Dawid III umożliwił mu objęcie tronu Abchazji dzięki detronizacji króla Tawdosa III. Nie mając własnych męskich potomków, Dawid III uczynił go również następcą tronu Tao-Klardżeti. Bagrat III objął władzę w tym państwie po śmierci Dawida III w 1000, jednak już rok później musiał pogodzić się z wcieleniem jego obszaru do Bizancjum. Po śmierci ojca w 1008 Bagrat III został królem Kartlii. Oznaczało to zjednoczenie pod władzą Bagrata wszystkich ziem gruzińskich, z wyjątkiem muzułmańskiego emiratu Tbilisi oraz Kachetii, którą opanował jedynie przejściowo. W odniesieniu do kontrolowanego przez niego terytorium po raz pierwszy użyty został termin Gruzja (Sakartwelo).
Sukcesy Bagrata były w znacznej mierze możliwe dzięki poparciu i aktywnej pomocy, jakie udzielał mu w jednoczeniu ziem gruzińskich prawosławny Katolikosat Mcchety. Bagrat III ufundował na terenach, którymi władał, szereg prawosławnych świątyń, m.in. katedrę w Bedii (wzniesioną w końcu X w.), której podarował także cenny złoty kielich. Za jego panowania powstała katedra w Nikorcmindzie.
Bagrat III został upamiętniony w nazwie katedry Zaśnięcia Matki Bożej w Kutaisi (miasto to było stolicą jego państwa), znanej jako katedra Bagrata.
Zmarł w 1014 i został pochowany na terenie ufundowanej przez siebie katedry w Bedii.
W 2016 Gruziński Kościół Prawosławny ogłosił go świętym.